# Função periódica

O seno e o cosseno são funções periódicas.

Em matemática, uma função diz-se periódica se esta repete ao longo da variável independente com um determinado período constante. Exemplos de funções periódicas bem conhecidas são as funções trigonométricas seno, co-seno, secante e co-secante que possuem período igual a 2π, e tangente e co-tangente, com período igual a π.

## Definição de função real periódica
Um função {\displaystyle f:\mathbb {R} \to \mathbb {R} } é dita periódica de período T (ou apenas T-periódica) se existe um número real T tal que {\displaystyle f(x+T)=f(x)} para todo x real.
Observe que se uma função tem período T então {\displaystyle f(x+nT)=f(x)} para todo n inteiro, ou seja, é também periódica de período nT, pois:

{\displaystyle f(x)=f(t+T)=f(t+2T)=f(t+3T)=...=f(t+nT)}

A função constante {\displaystyle f(x)=c} é T-periódica para qualquer {\displaystyle T>0}.
O conjunto dos períodos de uma função {\displaystyle f(x)}, {\displaystyle \mathbb {T} :=\{T\in \mathbb {R} :\forall x\in \mathbb {R} ,f(x+T)=f(x)\}}, pode ser vazio, discreto ou denso em {\displaystyle \mathbb {R} }. Se esse conjunto for vazio, a função é aperiódica, se for discreto então pode ser escrito na forma {\displaystyle \{nT_{f},n\in \mathbb {Z} \}} onde {\displaystyle T_{f}} é um real positivo, chamado de período fundamental.
Um exemplo de função periódica não constante com períodos densos em {\displaystyle \mathbb {R} } é a função indicadora de {\displaystyle \mathbb {Q} } em {\displaystyle \mathbb {R} }, definida como:
- {\displaystyle \mathrm {X} _{\mathbb {Q} }(x)={\begin{cases}1,&x\in \mathbb {Q} \\0,&x\not \in \mathbb {Q} \end{cases}}}

## Propriedades de funções reais periódicas
O conjunto das funções periódicas de um certo período {\displaystyle T} formam uma álgebra, ou seja, se {\displaystyle f(x)} e {\displaystyle g(x)} são T-periódicas, então:
I) {\displaystyle \displaystyle f(x)+g(x)} é T-periódica
II) {\displaystyle \displaystyle \alpha f(x)} é T-periódica para todo {\displaystyle \alpha } real
III) {\displaystyle \displaystyle f(x)*g(x)} é T-periódica
possui ainda a propriedade de ser fechado em relação à translação:
Iv) {\displaystyle \displaystyle f(x+h)} é T-periódica
O mesmo pode não acontecer quando não tentamos realizar as mesmas operações com função periódicas de períodos diferentes. Exemplo:
{\displaystyle \displaystyle \sin(x)} e {\displaystyle \displaystyle \sin(\pi x)} são periódicas com período {\displaystyle \displaystyle 2\pi } e {\displaystyle \displaystyle 2}, respectivamente. No entanto {\displaystyle \displaystyle \sin(x)+\sin(\pi x)} é aperiódica.
Por consequência, a soma de funções periódicas não é necessariamente uma função periódica;

Se uma função {\displaystyle f(x)} é T-periódica e integrável, podemos definir sua média como:
{\displaystyle \mu ={\frac {1}{T}}\int _{0}^{T}f(x)dx}
Para toda função real periódica com período fundamental {\displaystyle \displaystyle T_{f}>0}, definimos a sua frequência {\displaystyle f} e sua velocidade angular {\displaystyle \omega } como:
- {\displaystyle f={\frac {1}{T}}} e
- {\displaystyle \omega ={\frac {2\pi }{T}}=2\pi f}

Temos o seguinte teorema: Se {\displaystyle f(t)}é uma função integrável T-periódica, então o valor da integral definida dentro de um período não depende do ponto inicial, ou seja:
{\displaystyle \int _{x}^{x+T}f(t)dt} não depende de x.
Portanto, temos a seguinte identidade:
{\displaystyle \int _{0}^{T}f(t)dt=\int _{-T/2}^{T/2}f(t)dt}
Demonstração: Escrevemos {\displaystyle {\tfrac {x}{T}}=n+a}como um número inteiro {\displaystyle n}mais uma parte fracionária {\displaystyle a\in [0,1)}e concluímos que podemos escrever {\displaystyle x=nT+y}, onde {\displaystyle y=aT}, isto é, {\displaystyle 0\leq y\leq T}.
{\displaystyle I=\int _{x}^{x+T}f(t)dt=\int _{nT+y}^{(n+1)T+y}f(t)dt}
{\displaystyle =\int _{nT+y}^{(n+1)T}f(t)dt+\int _{(n+1)T}^{(n+1)T+y}f(t)dt}
Mudança de variáveis {\displaystyle t=nT} e {\displaystyle t=(n+1)T+v}:
{\displaystyle I=\int _{y}^{T}f(u+nT)du+\int _{0}^{y}f(v+(n+1)T)dv}
Da periodicidade, temos que {\displaystyle f(u)=f(u+nT)}e {\displaystyle f(v)=f(v+(n+1)T):}
{\displaystyle I=\int \limits _{y}^{T}f(u)du+\int _{0}^{y}f(v)dv}
{\displaystyle =\int _{0}^{y}f(v)dv+\int _{y}^{T}f(u)du}
Como u e v são variáveis mudas, as integrais envolvidas podem ser escritas em termos de t da seguinte forma:
{\displaystyle I=\int _{0}^{y}f(t)dt+\int _{y}^{T}f(t)dt}
{\displaystyle =\int _{0}^{T}f(t)dt}

## Funções Complexas Duplamente Periódicas
Em análise complexa, existem funções meromorfas que são duplamente periódicas, ou seja:
{\displaystyle f(x+T_{1})=f(x+T_{2})=f(x){\mbox{ sendo }}T_{1}{\mbox{ e }}T_{2}} números complexos cuja razão não é um número real.
As funções elípticas são exemplos de funções duplamente periódicas.
funções inteiras não constantes, no entanto, não podem ser duplo periódicas com períodos {\displaystyle T_{1}}e {\displaystyle T_{2}} linearmente independentes nos reais. Pois tais funções seriam inevitavelmente limitadas.